# 朵拉与小猫
《朵拉与小猫》（法語：Dora Maar au Chat）是毕加索于1941年创作的一幅油画作品。它描绘了朵拉·玛尔，也就是画家的情人，坐在一个椅子里，一只小猫停在她的肩膀上歇息。
最近一次公開拍賣為2006年，由蘇富比於紐約賣出，當時作價9500萬美元，成為当前世界上最贵的画作之一。